# Clément Tambuté
Clément Tambuté, né le 14 février 1905 à Paris 6e et mort le 1er avril 1992 à Levallois-Perret, est un architecte français. Auteur de nombreux édifices de la période de Reconstruction, il est principalement connu pour avoir réalisé avec Henri Delacroix la Cité des 4000, à La Courneuve, la ZUP du Val de l'Aurence, à Limoges, la cité du Bois l'Abbé, à Champigny-Sur-Marne et Chennevières-Sur-Marne et le bâtiment du Tri Postal à Lille.
Architecte du modernisme, il est sollicité dans les années 1950, après un début de carrière à Djibouti et Madagascar, pour mener à bien des projets d'architecture dans des villes marquées par d'importantes destructions liées à la Seconde Guerre mondiale, comme Calais (où il collabore avec le sculpteur René Collamarini) et Abbeville. Dans les années 1960 et 1970, il conduit également plusieurs projets de construction de « grands ensembles », en banlieue parisienne et à Limoges en particulier. À l'instar des autres productions de cette époque et de ce style, ces réalisations sont par la suite décriées, plusieurs d'entre-elles étant profondément remaniées voire détruites.

## Principales réalisations
- 1946 - 1954 : plan de reconstruction du front de mer de Berck-sur-Mer (Pas-de-Calais)[4].
- 1951 - 1953 : réaménagement de Calais (Pas-de-Calais)[2].
- 1951 : plan de reconstruction d'Abbeville (Somme)
- 1955 - 1960 : Église Saint-Michel, Étaples (Pas-de-Calais), avec Pierre Requier[5].
- 1956 - 1968 : Cité des 4000, La Courneuve (Seine-Saint-Denis)
- 1958 : Tri Postal, Lille (Nord)
- 1958 : Tours Gauguin de la cité de La Bastide (Limoges), Limoges (Haute-Vienne)
- 1964 - 1969 : Cité du Clos Saint-Lazare, Stains (Seine-Saint-Denis)
- 1970 : Tour Verlaine, Stains (Seine-Saint-Denis)
- 1970 : ZUP du Val de l'Aurence, Limoges (Haute-Vienne)